# Chuffilly-Roche
Chuffilly-Roche är en kommun i departementet Ardennes i regionen Grand Est (tidigare regionen Champagne-Ardenne) i nordöstra Frankrike. Kommunen ligger  i kantonen Attigny som ligger i arrondissementet Vouziers. År 2022 hade Chuffilly-Roche 65 invånare.

## Befolkningsutveckling
Antalet invånare i kommunen Chuffilly-Roche
Referens: INSEE